# Hyaenodontidae
Hyaenodontidae var en familj av primitiva rovdjur av gruppen Pseudocreodi bland creodontererna, hos vilken 2:a äkta kindtanden och 3:e i underkäken utbildats till rovtänder.
Familjen, som uppträdde under eocen och dog ut under miocen, omfattade huvudsakligen rävstora, grovt byggda men för korta snabba attacker anpassade former. Pterodon från Nordamerikas, Mellaneuropas och Egyptens oligocen var dock av ett lejons storlek. Representanterna för släktet Apterodon levde i vatten.